# ميشيل ألفا
ميشيل ألفا (بالفرنسية: Michèle Alfa)‏ هي ممثلة فرنسية، ولدت في 20 أغسطس 1911 في فرنسا، وتوفيت بنفس المكان في 24 أغسطس 1987.

## وصلات خارجية
- ميشيل ألفا على موقع IMDb (الإنجليزية)
- ميشيل ألفا على موقع ألو سيني (الفرنسية)
- ميشيل ألفا على موقع أول موفي (الإنجليزية)
- ميشيل ألفا على موقع قاعدة بيانات الفيلم (الإنجليزية)
- ميشيل ألفا على موقع كينوبويسك (الروسية)